# Apomys
Apomys (Mearns, 1905) è un genere di Roditori della famiglia dei Muridi, noti come topi di foresta.

## Etimologia
L'epiteto generico deriva dalla combinazione delle parole Apo-, con allusione al Monte Apo, località dove è presente questo roditore e dal suffisso greco -mys riferito alle forme simili ai topi.

## Descrizione

### Dimensioni
Al genere Apomys appartengono roditori di piccole dimensioni, con lunghezza della testa e del corpo tra 76 e 143 mm, la lunghezza della coda tra 82 e 185 mm e un peso fino a 140 g.

### Caratteristiche craniche e dentarie
Il cranio presenta un rostro lungo e sottile con le ossa nasali allungate la scatola cranica liscia e tondeggiante. La regione inter-orbitale è relativamente ampia, il palato è lungo e largo i due fori anteriori sono ampi. Il terzo molare è notevolmente ridotto, le cuspidi sono modificate in lamine trasversali.
Sono caratterizzati dalla seguente formula dentaria:

### Aspetto
La pelliccia è lunga, soffice e densa. Le parti dorsali sono generalmente scure, mentre quelle ventrali sono più chiare, spesso bianche. Gli occhi e le orecchie sono grandi, le vibrisse sono molto lunghe. I piedi sono lunghi e stretti, il pollice è sviluppato e munito di un'unghia appiattita, mentre le tre dita centrali dei piedi sono molto più lunghe dell'alluce e del quinto dito. Le piante delle zampe sono prive di peli, con 5 cuscinetti sul palmo delle mani e 6 cuscinetti sulla pianta dei piedi. La coda è solitamente più lunga della testa e del corpo, cosparsa di pochi peli, talvolta con la punta bianca. Ci sono circa 14-16 anelli di scaglie per centimetro. Le femmine hanno due paia di mammelle inguinali.

## Distribuzione
Questo genere è endemico delle Filippine.

## Tassonomia
Il genere comprende 19 specie.
- Sottogenere Apomys - Dimensioni più piccole, piedi relativamente più lunghi e stretti.
  - Apomys abrae
  - Apomys camiguinensis
  - Apomys datae
  - Apomys gracilirostris
  - Apomys hylocetes
  - Apomys insignis
  - Apomys littoralis
  - Apomys microdon
  - Apomys musculus
  - Apomys sacobianus
- Sottogenere Megapomys - Dimensioni più grandi, piedi relativamente più corti e larghi.
  - Apomys aurorae
  - Apomys banahao
  - Apomys brownorum
  - Apomys iridensis
  - Apomys lubangensis
  - Apomys magnus
  - Apomys minganensis
  - Apomys sierrae
  - Apomys zambalensis